# Montage (Produktion)

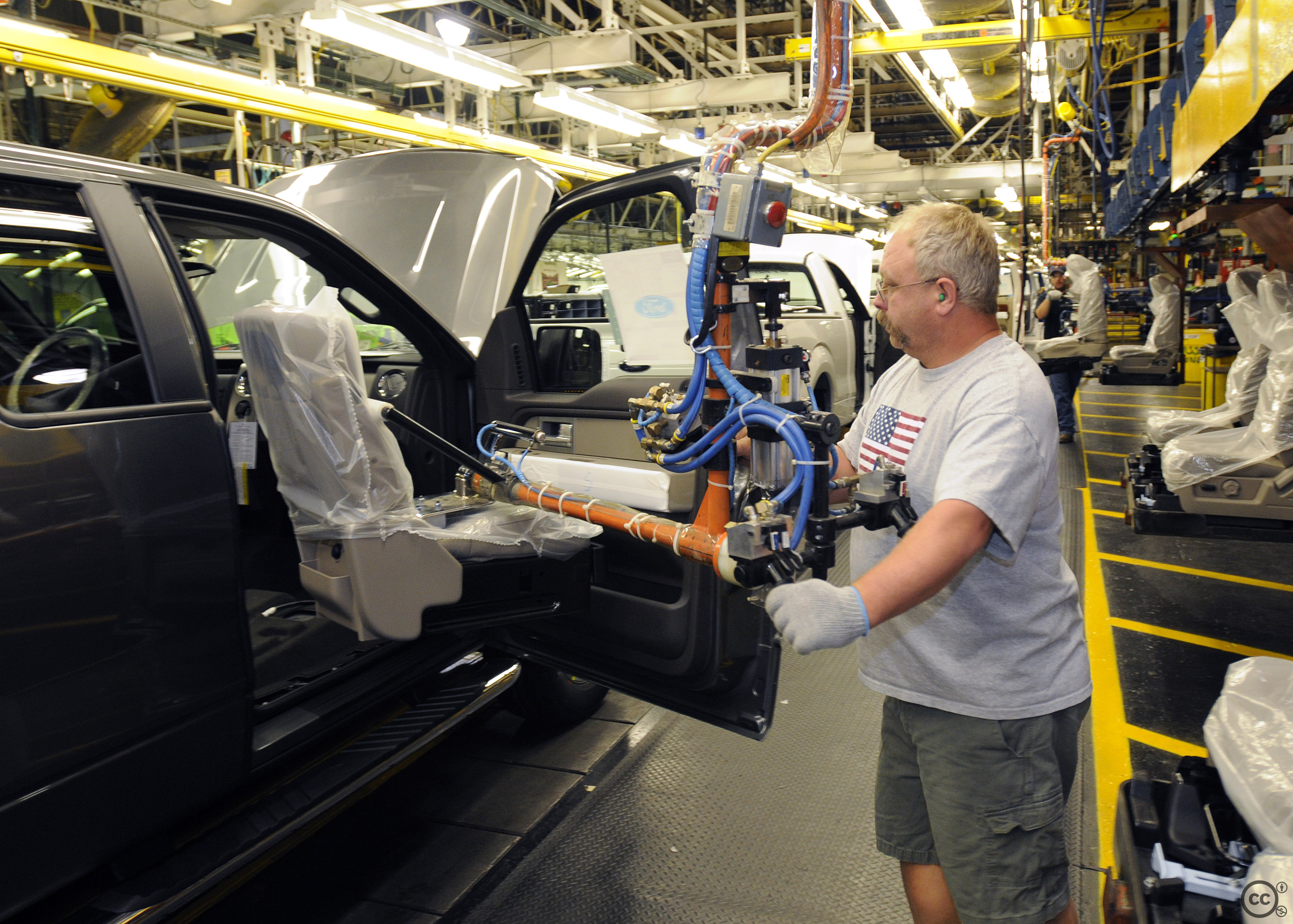
Endmontage: Einbau von Fahrzeugsitzen in Automobilen
(Perspektivischer Ausschnitt aus einer Produktionsstraße)

Als Montage ([mɔnˈtaːʒə]) (anhörenⓘ) bezeichnet man in der industriellen Fertigung nach VDI 2860 die Gesamtheit aller Vorgänge für den Zusammenbau von Körpern mit geometrisch bestimmter Form (Längen, Winkel).
Die wesentlichen Teiloperationen eines Montageprozesses sind:
- Fügen (Verschrauben, Nageln, Schweißen, Kleben, Löten, Einclipsen)
- Handhaben (greifen, legen, umdrehen, bewegen, sichern, kontrollieren)
- Prüfen
- Justieren (z. B. Einstellen)
- Hilfsoperationen (z. B. reinigen, erwärmen oder kühlen für Pressverbindungen, entgraten, auspacken, abdichten, ölen, …)

Die Umkehrung der Montage ist die Demontage mit entsprechenden Demontagetechniken.
Die Montage bildet neben den Bereichen Arbeitsvorbereitung und Teilefertigung einen Teil des Produktionssystems eines Industriebetriebes.

## Montagearten
Der Montagevorgang kann nach zwei Arten unterschieden werden.

### Primärmontage
- Die Primärmontage ist das Fügen der Bauteile zu einem Ganzen, einer Baugruppe, einem Aggregat (Technik) oder einem Enderzeugnis. Zur Primärmontage gehören alle Arbeitsoperationen, die der Wertschöpfung eines Produktes dienen, also das Montageobjekt physisch verändern. Montierte Objekte können – in Gegensatz zu Einzelteilen – i. d. R. wieder demontiert werden (s. Demontage). Dies ist für die Instandhaltung, Reparatur und die Entsorgung bzw. das Recycling von großer Bedeutung.

### Sekundärmontage
- Die Sekundärmontage umfasst das Handhaben, Prüfen, Justieren und besondere Hilfsoperationen, die den Montagevorgang unterstützen, aber nicht grundsätzlich erforderlich sind. Alle Arbeitsoperationen der Sekundärmontage sollten möglichst vermieden oder reduziert werden, da sie an dem Montageobjekt selber nichts ändern und damit nicht direkt zur Wertschöpfung beitragen.

Sekundärmontagevorgänge (SMV) sind – abhängig vom gewählten Montageprinzip – alle notwendigen Vorgänge die Aufwendungen an Zeit, Information und Energie darstellen, ohne eine Wertschöpfung des Produktes zu bewirken.

## Montagewirkungsgrad
Durch die Analyse des sog. Primärmontagevorganges (PMV) und des Sekundärmontagevorganges (SMV) lässt sich der Wirkungsgrad der Montage als quantitatives Beurteilungsmerkmal ermitteln.
{\displaystyle \eta _{\mathrm {M} }={\frac {\sum \mathrm {PMV} }{\sum \mathrm {PMV} +\sum \mathrm {SMV} }}\cdot 100\,\%}
Bei Handwerkern bezeichnet Montage oft das Aufstellen der Ware vor Ort, in manchen Bereichen sind bestimmte Arten auch genormt, etwa in Österreich die Fenster-Montage nach ÖNORM. Davon abgeleitet sind umgangssprachlich Handwerker, die längere Zeit vom Wohnort entfernt auf Montage arbeiten.
Der typische Beruf, der sich aus der Montage ableitet, ist der Monteur, zu dessen Aufgabe je nach Fertigungsschritt die Vormontage, Teilmontage oder Endmontage von Bauteilen, Baugruppen, Aggregaten oder Endprodukten gehört.

## Vor- und Endmontage
Aufgrund der zunehmenden Komplexität der Enderzeugnisse wird deren Montage in mehrere Vormontagen und die eigentliche Endmontage des Produktes unterteilt, was sowohl aus Platz- und Kostengründen, aber auch aus Gründen einer besseren Produktionssteuerung Vorteile hat. So hat sich die Automobilindustrie immer mehr und mehr in Richtung einer hochautomatisierten Montageindustrie entwickelt, in die auch die Lieferanten einbezogen werden. Diese liefern vormontierte Baugruppen oft Just-in-time in das Werk des Fahrzeugherstellers, wo diese an der End-Montagelinie nur noch eingebaut werden müssen. Die Hauptlieferanten können ihrerseits wieder bestimmte Vormontagen an Unterlieferanten auslagern, so dass eine komplexe Lieferkette entsteht.